# Вилиште
Вилиште (алб. Vilishti) је насеље у општини Звечан на Косову и Метохији. Атар насеља се налази на територији катастарске општине Ловац површине 795 ha. Село Вилиште налази се на 7 километара северно-западно од Звечана изнад Вилиштанског потока и села Банов до у подножју планине Рогозне. Вилиште је мало село између Осоја и Присоја у изворишту Врела. Село нема школу, деца одлазе у основну школу „Свети Сава“ у Жеровници. Нема асфалтног пута, струја у село је дошла 1985. године, нема водовода и нема фиксних телефона.

## Воде
Село је оскудно водом. У њему има бунара који пресушују. Најбоља вода је Врело, али и она лети усахне. Стока се поји по потоку Кућишту у суседној Бресници, на Јопговој Води између Вилишта и села Локве и на извору Водици у планини.

## Земље и шуме
Њиве су помешане с ливадама код кућа и на местима која се називају Раткова Глава, Гашова Ливада, Петерака, Грабак, Војинов Бријег, Јован–Лаз, Сенова Кућа (кућиште), Кисерача, Равна до Врела. Има њива по стрмим странама брда, подзидане сухомеђинама и плотовима да их јачи пљускови не би однели у потоке. Врх на Осоју назива се Ајдин Лаз; шума на Шиндачи је слаба а испуст стоке је по суседним брдима.
Село је оскудно водом. У њему има бунара који пресушују. Најбоља вода је Врело, али и она лети усахне. Стока се поји по потоку Кућишту у суседној Бресници, на Јопговој Води између Вилишта и села Локве и на извору Водици у планини.

## Историја
Садашње гробље је на преседлини повише села. Ту је било старо хришћанско гробље. Село „Велиште“ забележено је 1832. 1941. године куће овога села биле су спаљене, становништво се одселило у Топлицу, па се повратило 1945. године. Село је имало 1948. године 68 становника.

## Порекло становништва по родовима
Порекло становништва по родовима:
- Здравковићи, Антонијевићи, 7 кућа, слава Св. Петка, су Гашани, досељени из неког села ниже Мокре у Колашину на Ибру.
- Вуловићи, 2 куће, слава Св. Јован, су пореклом из ибарског Колашина, неко време били у Јошевику, Валчу, па отуда прешли крајем прошлога века; старина им је негде на Косову.

## Демографија
Према проценама из 2009. године које су коришћене за попис на Косову 2011. године, ово насеље је имало 50 становника, већина Срби.
| Година       | 1948 | 1953 | 1961 | 1971 | 1981 | 1991 | 2011 |
| ------------ | ---- | ---- | ---- | ---- | ---- | ---- | ---- |
| Становништво | 68   | 61   | 48   | 36   | 15   | 13   | 50   |

|  |